# SC Verl/Namen und Zahlen
Dieser Artikel dient der Darstellung bedeutender Statistiken des Fußballclubs SC Verl, für die im Hauptartikel nur wenig Platz ist. An wichtigen Stellen wird dort auf einzelne Abschnitte dieser Datensammlung verlinkt.

## Persönlichkeiten

### Trainer
Diese Tabelle führt alle Trainer des SC Verl seit 1967 auf. Ältere Daten liegen nicht vor.
| von / bis                      | Name                                                | Ereignisse                                                                                        |
| ------------------------------ | --------------------------------------------------- | ------------------------------------------------------------------------------------------------- |
| Juli 1967 – Juni 1969          | Werner Czejewski                                    |                                                                                                   |
| Juli 1969 – April 1971         | Gero Timmer                                         | Aufstieg in die Landesliga 1970                                                                   |
| Juli 1971 – Juni 1972          | Klaus Dingemanse                                    |                                                                                                   |
| Juli 1972 – Juni 1974          | Gero Timmer (2.)                                    |                                                                                                   |
| Juli 1974 – Juni 1975          | Wolfgang Staude                                     |                                                                                                   |
| Juli 1975 – Juni 1976          | Alfred Kiwatrowski                                  |                                                                                                   |
| Juli 1976 – November 1978      | Georg Stürz                                         | Aufstieg in die Verbandsliga 1978                                                                 |
| Dezember 1978 – Juni 1979      | Gero Timmer (3.)                                    |                                                                                                   |
| Juli 1979 – Juli 1980          | Leo Itzek                                           |                                                                                                   |
| Juli 1980 – Juni 1984          | Manfred Niehaus                                     | Jahrhundertrainer                                                                                 |
| Juli 1984 – Juni 1987          | Fritz Grösche                                       | Aufstieg in die Oberliga Westfalen 1986                                                           |
| Juli 1987 – Oktober 1988       | Günther Rybarczyk                                   |                                                                                                   |
| Oktober 1988 – Juni 1989       | Heribert Bruchhagen                                 |                                                                                                   |
| Juli 1989 – Oktober 1989       | Heinz Knüwe                                         |                                                                                                   |
| November 1989 – April 1991     | Fritz Grösche (2.)                                  |                                                                                                   |
| Mai 1991 – März 1992           | Günter Luttrop                                      | Meister der Oberliga Westfalen 1991                                                               |
| März 1992 – Juni 1992          | Wolfgang Knaupe                                     | Westfalenpokalsieg 1992                                                                           |
| Juli 1992 – Februar 1994       | Bernard Dietz                                       | Vizemeister der Oberliga Westfalen 1993                                                           |
| Februar 1994 – September 1996  | Dieter Brei                                         | Qualifikation für die Regionalliga 1994 Vizemeister der Regionalliga West/Südwest 1995            |
| September 1996 – November 1996 | Manfred Niehaus (2.), Norbert Eilenfeldt            |                                                                                                   |
| Januar 1997 – Dezember 1997    | Gerd Roggensack                                     |                                                                                                   |
| Dezember 1997 – Mai 1999       | Fritz Grösche (3.)                                  | Westfalenpokalsieg 1999                                                                           |
| Juli 1999 – März 2000          | Ulrich Sude                                         |                                                                                                   |
| März 2000 – Juni 2000          | Dieter Brei (2.)                                    |                                                                                                   |
| Juli 2000 – Januar 2001        | Dieter Hecking                                      |                                                                                                   |
| Januar 2001 – Oktober 2002     | Jörg Weber                                          |                                                                                                   |
| Oktober 2002 – April 2003      | Dieter Brei (3.)                                    |                                                                                                   |
| April 2003 – Juni 2003         | Manfred Niehaus (3.), Tino Milde, Andreas Ortkemper | Abstieg aus der Regionalliga 2003                                                                 |
| Juli 2003 – Juni 2004          | Andreas Fischer                                     | Vizemeister der Oberliga Westfalen 2004                                                           |
| Juli 2004 – November 2004      | Reinhard Schröter                                   |                                                                                                   |
| November 2004 – Dezember 2004  | Manfred Niehaus (4.), Frank Scharpenberg, Hartmann  |                                                                                                   |
| Januar 2005 – Juni 2009        | Mario Ermisch                                       | Vizemeister der Oberliga Westfalen 2006 Aufstieg in die Regionalliga 2007 Westfalenpokalsieg 2007 |
| Juli 2009 – Mai 2013           | Raimund Bertels                                     | Westfalenpokalfinalist 2010                                                                       |
| Juni 2013 – April 2017         | Andreas Golombek                                    | Westfalenpokalfinalist 2015                                                                       |
| April 2017 – Februar 2022      | Guerino Capretti                                    | Vizemeister der Regionalliga West 2020 Aufstieg in die 3. Liga 2020                               |
| Februar 2022 – Juni 2023       | Michél Kniat                                        |                                                                                                   |
| Juli 2023 – Mai 2025           | Alexander Ende                                      | Westfalenpokalfinalist 2024                                                                       |
| seit Juni 2025                 | Tobias Strobl                                       |                                                                                                   |

| Platz | Spielername          | Spiele |
| ----- | -------------------- | ------ |
| 01.   | Daniel Mikic         | 332    |
| 02.   | Julian Schmidt       | 310    |
| 03.   | Matthias Haeder      | 306    |
| 04.   | Thomas Ostermann     | 301    |
| 05.   | Fabian Großeschallau | 293    |
| 06.   | Marco Kaminski       | 286    |
| 07.   | Jannik Schröder      | 250    |
| 08.   | Mariusz Rogowski     | 233    |
| 09.   | Christian Meyer      | 232    |
| 10.   | Roger Schmidt        | 210    |

| Platz | Spielername       | Tore |
| ----- | ----------------- | ---- |
| 01.   | Christian Meyer   | 60   |
| 02.   | Ulf Raschke       | 54   |
| 03.   | Matthias Haeder   | 53   |
|       | Roger Schmidt     | 53   |
| 05.   | Tino Milde        | 51   |
| 06.   | Uwe Westermann    | 50   |
| 07.   | Simon Engelmann   | 42   |
| 08.   | Meinolf Kleinhans | 40   |
| 09.   | Soner Dayangan    | 37   |
|       | Aygün Yıldırım    | 37   |

### Bester Torschütze nach Spielzeiten
Aufgeführt wird/werden der/die erfolgreichsten Torschützen des SC Verl in jeder Spielzeit ab der Saison 1987/88. Ältere Daten liegen nicht vor. Spielernamen in fettgedruckter Schrift kennzeichnen einen Torschützenkönig der jeweiligen Saison.
| Saison    | Bester Torschütze                 | Tore |
| --------- | --------------------------------- | ---- |
| 1987/88   | Jörg Weber                        | 11   |
| 1988/89   | Meinolf Kleinhans                 | 08   |
| 1989/90   | Burkhard Hansmann & Martin Menzel | 08   |
| 1990/91   | Christian Meyer                   | 15   |
| 1991/92   | Uwe Westermann                    | 19   |
| 1992/93   | Uwe Westermann 1                  | 16   |
| 1993/94   | Christian Meyer                   | 09   |
| 1994/95   | Angelo Vier                       | 20   |
| 1995/96   | Frank Scharpenberg                | 09   |
| 1996/97   | Markus Zuraski                    | 12   |
| 1997/98   | Til Bettenstaedt                  | 15   |
| 1998/99   | Ulf Raschke                       | 11   |
| 1999/2000 | Roger Schmidt                     | 10   |
| 2000/01   | Tino Milde                        | 08   |
| 2001/02   | Tino Milde                        | 18   |
| 2002/03   | Tino Milde                        | 11   |
| 2003/04   | Marco Calamita                    | 17   |
| 2004/05   | Stefan Siedschlag                 | 10   |
| 2005/06   | Soner Dayangan                    | 15   |

| Saison  | Bester Torschütze              | Tore |
| ------- | ------------------------------ | ---- |
| 2006/07 | Soner Dayangan                 | 20   |
| 2007/08 | Robert Mainka                  | 11   |
| 2008/09 | Christian Knappmann            | 09   |
| 2009/10 | Christian Knappmann 2          | 16   |
| 2010/11 | Tino Milde                     | 11   |
| 2011/12 | Jeton Arifi                    | 05   |
| 2012/13 | Marcel Kunstmann               | 16   |
| 2013/14 | Simon Engelmann                | 13   |
| 2014/15 | Simon Engelmann                | 16   |
| 2015/16 | Hamadi Al Ghaddioui            | 16   |
| 2016/17 | Viktor Maier                   | 11   |
| 2017/18 | Viktor Maier                   | 08   |
| 2018/19 | Aygün Yıldırım                 | 08   |
| 2019/20 | Zlatko Janjić                  | 15   |
| 2020/21 | Zlatko Janjić & Aygün Yıldırım | 14   |
| 2021/22 | Lukas Petkov                   | 11   |
| 2022/23 | Nicolas Sessa                  | 08   |
| 2023/24 | Lars Lokotsch                  | 14   |
| 2024/25 | Berkan Taz                     | 13   |

## Bedeutende Mannschaften
| Westfalenmeister 1991 | |
| Tor                   | Martin Berkenkamp, Andreas Ortkemper, Rainer Wilk |
| Abwehr                | Raimund Bertels, Thomas Ostermann |
| Mittelfeld            | Oliver Bracht, Meinolf Kleinhans, Christian Korek, Uwe Korejtek, Dietmar Krause, Willi Krause, Siegfried Maronna, Christian Meyer, Karl-Heinz Neukirch, Stephan Ritz, Frank Zimmermann |
| Sturm                 | Thorsten Böckamp, Ingo Greitemeier, Martin Menzel, Uwe Westermann |
| Trainer               | Fritz Grösche, Reinhard Schröter, Günter Luttrop |

| Westfalenmeister 2007 | |
| Tor                   | Fatih Kalintas, Marko Kirchhoff |
| Abwehr                | Christopher Beck, Tobias Beckmann, Josef Çınar, Dennis Kross, Orhan Özkara, Marius Rogowski, Heinrich Schmidtgal, Giovanni Taverna                                            |
| Mittelfeld            | Michel Amaral, Bayamba Belombo, Jörg Bode, Turgay Danismaz, Selcuk Erdem, Serdar Erdoğmuş, Tim Hagedorn, Temel Hop, Florian Kraus, Ousseni Labo, Lars Remmert, Cosmin Uilacan |
| Sturm                 | Carlos Castilla, Soner Dayangan, Thies Kambach, Mohammed Karaarslan |
| Trainer               | Mario Ermisch |

| Aufsteiger in die 3. Liga 2020 | |
| Tor                            | Robin Brüseke, Luis Klante, Sebastian Lange |
| Abwehr                         | Fabian Brosowski, Patrick Choroba, Frederik Lach, Yannick Langesberg, Daniel Mikic, Alessandro Otte, Lars Ritzka, Cinar Sansar, Sergej Schmik, Julian Stöckner |
| Mittelfeld                     | Dardan Karimani, Mehmet Kurt, Hendrik Lohmar, Ron Schallenberg, Jan Schöppner, Jannik Schröder                                                                 |
| Sturm                          | Excaucé Andzouana, Nico Hecker, Matthias Haeder, Anton Heinz, Zlatko Janjić, Christopher Schepp, Patrick Schikowski, Philip Semlits, Aygün Yıldırım            |
| Trainer                        | Guerino Capretti |

## Bedeutende Spiele

### DFB-Pokalspiel gegen Mönchengladbach 1999
| SC Verl – Borussia Mönchengladbach 6:5 i. E. (0:0 n. V.) | |
| Austragungsort                                           | Stadion an der Poststraße, Verl, 5.000 Zuschauer (ausverkauft) |
| Aufstellung                                              | Michael Joswig – Frank Warbende (85. Markus Schwiderowski), Kai Schriewersmann, Markus Mrugalla – Mirko Vogt (85. Thomas Ostermann), Arne Friedrich, Reiner Plaßhenrich, Alexander Végh, Roger Schmidt – Tino Milde, Adriano José da Silva (116. Thomas Goch) |
| Trainer                                                  | Ulrich Sude |
| Tore                                                     | Fehlanzeige |
| Elfmeterschießen                                         | Verl: Friedrich, Schmidt, Mrugalla, Schriewersmann, Plaßhenrich, Milde (alle verwandelt) Gladbach: van Lent, Nielsen, Frontzek, Eberl, Sopić (verwandelt), Reiter (verschossen)                                                                               |

### DFB-Pokalspiel gegen Union Berlin 2020
| SC Verl – 1. FC Union Berlin 0:1 (0:0) | |
| Austragungsort                         | Sportclub Arena, Verl, 5.135 Zuschauer |
| Aufstellung                            | Robin Brüseke – Patrick Choroba, Julian Stöckner , Frederik Lach, Lars Ritzka – Ron Schallenberg (88. Matthias Haeder), Mehmet Kurt, Jan Schöppner – Aygün Yıldırım (84. Exaucé Andzouana), Zlatko Janjić, Nico Hecker (68. Patrick Schikowski) |
| Trainer                                | Guerino Capretti |
| Tore                                   | 0:1 Robert Andrich (85.) |

### Aufstiegsspiele zur 3. Liga 2020
| 1. FC Lokomotive Leipzig – SC Verl 2:2 (1:1) | |
| Austragungsort                               | Bruno-Plache-Stadion, Leipzig, keine Zuschauer 3 |
| Aufstellung                                  | Robin Brüseke – Patrick Choroba, Julian Stöckner , Yannick Langesberg, Lars Ritzka – Ron Schallenberg, Mehmet Kurt, Jan Schöppner (80. Matthias Haeder) – Aygün Yıldırım (90.+1. Jannik Schröder), Zlatko Janjić, Patrick Schikowski (84. Exaucé Andzouana) |
| Trainer                                      | Guerino Capretti |
| Tore                                         | 1:0 Patrick Wolf (6.), 1:1 Patrick Schikowski (45.+1), 2:1 Matthias Steinborn (56.), 2:2 Fabian Guderitz (88. Eigentor) |

| SC Verl – 1. FC Lokomotive Leipzig 1:1 (0:1) | |
| Austragungsort                               | SchücoArena, Bielefeld, keine Zuschauer 3 4 |
| Aufstellung                                  | Robin Brüseke – Patrick Choroba , Julian Stöckner , Yannick Langesberg , Lars Ritzka – Ron Schallenberg (90.+5 Daniel Mikic), Mehmet Kurt, Jan Schöppner – Aygün Yıldırım, Zlatko Janjić (78. Matthias Haeder), Patrick Schikowski (88. Nico Hecker) |
| Trainer                                      | Guerino Capretti |
| Tore                                         | 0:1 Julian Stöckner (45. Eigentor), 1:1 Ron Schallenberg (73.) |

## Teilnahme an bundesweiten Wettbewerben

### Liste der DFB-Pokalspiele
| Jahr      | Runde        | Paarung                            | Ergebnis             |
| --------- | ------------ | ---------------------------------- | -------------------- |
| 1979/80   | 1            | VfB Oldenburg – SC Verl            | 1:2                  |
| 1979/80   | 2            | SC Verl – SV Elversberg            | 3:1                  |
| 1979/80   | 3            | SC Verl – Stuttgarter Kickers      | 1:7                  |
| 1992/93   | 1            | Freilos                            | –                    |
| 1992/93   | 2            | Sportfreunde Ricklingen – SC Verl  | 5:4 n. V.            |
| 1999/2000 | 1            | SC Verl – Borussia Mönchengladbach | 0:0 n. V., 6:5 i. E. |
| 1999/2000 | 2            | SC Verl – Eintracht Frankfurt      | 0:4                  |
| 2007/08   | 1            | SC Verl – TSV 1860 München         | 0:3                  |
| 2010/11   | 1            | SC Verl – TSV 1860 München         | 1:2                  |
| 2019/20   | 1            | SC Verl – FC Augsburg              | 2:1                  |
| 2019/20   | 2            | SC Verl – Holstein Kiel            | 1:1 n. V. 8:7 i. E.  |
| 2019/20   | Achtelfinale | SC Verl – 1. FC Union Berlin       | 0:1                  |

### Aufstiegsrunde zur 2. Bundesliga 1991
Der SC Verl qualifizierte sich als Meister der Oberliga Westfalen und trug seine Heimspiele im Gütersloher Heidewaldstadion aus.
| Pl. | Verein                 | Sp. | S | U | N | Tore    | Diff. | Punkte |
| --- | ---------------------- | --- | - | - | - | ------- | ----- | ------ |
| 1.  | FC Remscheid           | 8   | 5 | 3 | 0 | 016:500 | +11   | 13:30  |
| 2.  | VfL Wolfsburg          | 8   | 4 | 1 | 3 | 015:140 | +1    | 09:70  |
| 3.  | 1. SC Göttingen 05     | 8   | 3 | 2 | 3 | 014:120 | +2    | 08:80  |
| 4.  | SC Verl                | 8   | 3 | 2 | 3 | 015:170 | −2    | 08:80  |
| 5.  | Tennis Borussia Berlin | 8   | 1 | 0 | 7 | 006:180 | −12   | 02:14  |

| Datum         | Partie                       | Ergebnis  | Zuschauer |
| ------------- | ---------------------------- | --------- | --------- |
| 19. Mai 1991  | SCV – 1. SC Göttingen 05     | 2:2 (2:0) | 7.000     |
| 22. Mai 1991  | Tennis Borussia Berlin – SCV | 0:1 (0:1) | 796       |
| 26. Mai 1991  | SCV – VfL Wolfsburg          | 1:3 (0:1) | 9.000     |
| 29. Mai 1991  | FC Remscheid – SCV           | 2:0 (1:0) | 4.000     |
| 5. Juni 1991  | 1. SC Göttingen 05 – SCV     | 2:3 (0:1) | 3.000     |
| 9. Juni 1991  | SCV – Tennis Borussia Berlin | 3:2 (2:1) | 4.000     |
| 12. Juni 1991 | VfL Wolfsburg – SCV          | 3:2 (2:1) | 700       |
| 15. Juni 1991 | SCV – FC Remscheid           | 3:3 (2:2) | 1.300     |

### Deutsche Amateurmeisterschaft 1993
Der SC Verl qualifizierte sich als Vizemeister der Oberliga Westfalen.
| Pl. | Verein                 | Sp. | S | U | N | Tore    | Diff. | Punkte |
| --- | ---------------------- | --- | - | - | - | ------- | ----- | ------ |
| 1.  | Werder Bremen Amateure | 4   | 3 | 1 | 0 | 010:100 | +9    | 07:10  |
| 2.  | 1. FC Bocholt          | 4   | 2 | 1 | 1 | 009:400 | +5    | 05:30  |
| 3.  | Hallescher FC          | 4   | 1 | 2 | 1 | 004:400 | ±0    | 04:40  |
| 4.  | BSV Stahl Brandenburg  | 4   | 2 | 0 | 2 | 004:100 | −6    | 04:40  |
| 5.  | SC Verl                | 4   | 0 | 0 | 4 | 002:100 | −8    | 0:80   |

|                       | Ergebnis |                        |
| --------------------- | -------- | ---------------------- |
| 1. FC Bocholt         | 2:1      | SC Verl                |
| SC Verl               | 1:2      | Hallescher FC          |
| BSV Stahl Brandenburg | 1:0      | SC Verl                |
| SC Verl               | 0:5      | Werder Bremen Amateure |

### Deutsche Amateurmeisterschaft 1995
Der SC Verl qualifizierte sich als Vizemeister der Regionalliga West/Südwest und schied bereits im Halbfinale aus.
|                     | Gesamt |         | Hinspiel | Rückspiel |
| ------------------- | ------ | ------- | -------- | --------- |
| Stuttgarter Kickers | 11:40  | SC Verl | 8:1      | 3:3       |